# عدم تقارن باریون
عدم تقارن باریون یا بی‌تقارنی باریونی (به انگلیسی: Baryon asymmetry) مسئله‌ای است در فیزیک که به نابرابری باریون و پادباریون در جهان می‌پردازد. نه مدل استاندارد ذرات بنیادی و نه نسبیت عام پاسخی بر این مسئله نیافته‌اند. مسئله موضوعی است کاملاً بدیهی که باید بیگ بنگ مقدار مساوی ماده و پادماده تولید کرده باشد و این ماده و پادماده باید یکدیگر را از بین برده‌باشند مثلاً پروتون باید با پادپروتون برخورد کرده و از بین رفته باشند و همینطور تمام ذرات بنیادی و در این صورت در جهان فقط یک دریای بزرگی از فوتون‌ می‌شود و نمی‌بایست ماده‌ای وجود می‌داشت در صورتی که این چنین نیست.

## پاسخ‌های محتمل

### نقض سی‌پی
یکی از پاسخ‌های محتمل نقض تقارن میان پاریته و بار است که به طور خلاصه نقض سی‌پی نامیده می‌شود. نقض سی‌پی در برهمکنش ضعیف باعث می‌شود بعضی از واپاشی‌ها در مسیرهای دیگر انجام شود به عبارت دیگر یک واپاشی که به چند طریق می‌تواند رخ دهد در یک روش بیشتر رخ دهد و در نتیجه بین چندماده ناتوازنی رخ دهد.

## جهان چندناحیه‌ای
در این فرضیه گفته می‌شود که جهان چندناحیه دارد به طوری که در بعضی ناحیه‌ها ماده غالب و بعضی ناحیه‌ها پادماده غالب است و این ناحیه‌ها تاکنون به هم برخورد نداشته‌اند.

### پیش‌بینی‌های نظری
در چنین مدل‌هایی، نواحی مجزایی از جهان (که هر یک دربردارندهٔ مقادیر عمده‌ای از ماده یا پادماده هستند) می‌توانند بدون برهم‌کنش مستقیم تا کنون باقی مانده باشند، به شرط آنکه فاصلهٔ میان آن‌ها به اندازهٔ کافی بزرگ بوده باشد. از برخورد نواحی ماده و پادماده انتظار می‌رود تابش شدید پرتو گاما تولید شود، که می‌تواند از زمین قابل شناسایی باشد. بنابراین، نبود چنین تابشی در داده‌های کنونی به عنوان محدودیتی بر این فرضیه عمل می‌کند.

### داده‌های رصدی
تا کنون، بررسی تابش پرتو کیهانی، تابش زمینهٔ کیهانی و طیف پرتوهای گاما، هیچ نشانه‌ای از وجود برخوردهای گسترده میان ماده و پادماده در مقیاس‌های کیهانی نشان نداده‌اند. این نتایج مدل‌های دوقطبی ماده–پادماده را به‌شدت محدود می‌کنند. برای مثال، مشاهدات ماهوارهٔ فرمی در محدودهٔ پرتو گاما با دقت بالا، تابش هم‌راستای با برخورد گسترده ماده و پادماده را مشاهده نکرده‌اند.

## تفاوت جاذبه‌ای میان پادماده
فرضیه‌ای وجود دارد که بیان می‌کند جاذبه میان پادماده متفاوت با جاذبه میان ماده است و آن برای پادماده برعکس کار می‌کند و اگر این موضوع صحت داشته باشد بدین معنی است که پادماده در جهان در تلاش است که از هم دور شود و ماده در تلاش است که نزدیک شود.
گرچه شواهد تجربی اخیر نشان می‌دهند که این فرض نادرست است.
در سال ۲۰۲۳، آزمایشگاه CERN با استفاده از آزمایش ALPHA-g موفق شد برای نخستین بار تأثیر گرانش را بر پوزیترونیوم و آنتی‌هیدروژن بررسی کند. نتیجه این بود که پادماده در میدان گرانشی زمین به سمت پایین سقوط می‌کند، درست مانند ماده. در واقع: ۱- پادماده و ماده به نظر می‌رسد که به یکدیگر گرانش جذبی دارند، نه دافعه. ۲- هیچ نشانه‌ای از «گرانش دافع» یا «ضدگرانش» میان ماده و پادماده تا کنون در طبیعت مشاهده نشده است.
اگر گرانش برای پادماده معکوس بود: ۱- ساختارهای اخترفیزیکی جهان به شدت متفاوت می‌بود. ۲- ماده و پادماده نمی‌توانستند در مجاورت هم باقی بمانند. ۳- انبساط کیهان الگوی دیگری می‌داشت، که با داده‌های رصدی ناسازگار است.

## ذره X
هدف اصلی خلق این ذرات این بود که مشکل عدم تقارن باریون حل شود. این ذرات در واپاشی خود، باعث می شوند که ماده بیش تری از پادماده به وجود بیاید. البته در این واپاشی، پادماده هم به وجود می آید. بازه زمانی این واپاشی از۴۳- ۱۰ ثانیه تا ۳۲- ۱۰ ثانیه بعد از انفجار بزرگ بوده است.